# Lovas
Lovas ist eine ungarische Gemeinde im Kreis Balatonfüred im Komitat Veszprém.

## Geografische Lage
Lovas liegt gut zehn Kilometer südlich der Stadt Veszprém am östlichen Teil des Balaton an dem kleinen Fluss Lovasi-Séd. Der Ort ist ein Kilometer vom nördlichen Ufer des Balaton entfernt. Nachbargemeinden sind Alsóörs, Paloznak und Felsőörs.

## Geschichte
Im Jahr 1913 gab es in der damaligen Kleingemeinde 73 Häuser und 304 Einwohner auf einer Fläche von 2849 Katastraljochen. Sie gehörte zu dieser Zeit zum Bezirk Balatonfüred im Komitat Zala.

## Gemeindepartnerschaft
- Hosťová, Slowakei, seit 2005

## Sehenswürdigkeiten
- Galerie Gyula Nagy (Nagy Gyula Galéria)
- Reformierte Kirche, erbaut 1910
- Römisch-katholische Kirche Szűz Mária neve, ursprünglich aus der Zeit Árpáds, im 18. Jahrhundert im barocken Stil umgebaut
- Traditionelle Bauernhäuser (in der Malomvölgyi utca)
- Wassermühle (Vízimalom)

## Verkehr
In Lovas treffen die Landstraßen Nr. 7219 und Nr. 7221 aufeinander. Südlich des Ortes verläuft die Hauptstraße Nr. 71 am Ufer des Balaton entlang. Der nächstgelegene Bahnhof befindet sich in Alsóörs und ist angebunden an die Eisenbahnstrecke von Székesfehérvár nach Tapolca.

## Bilder

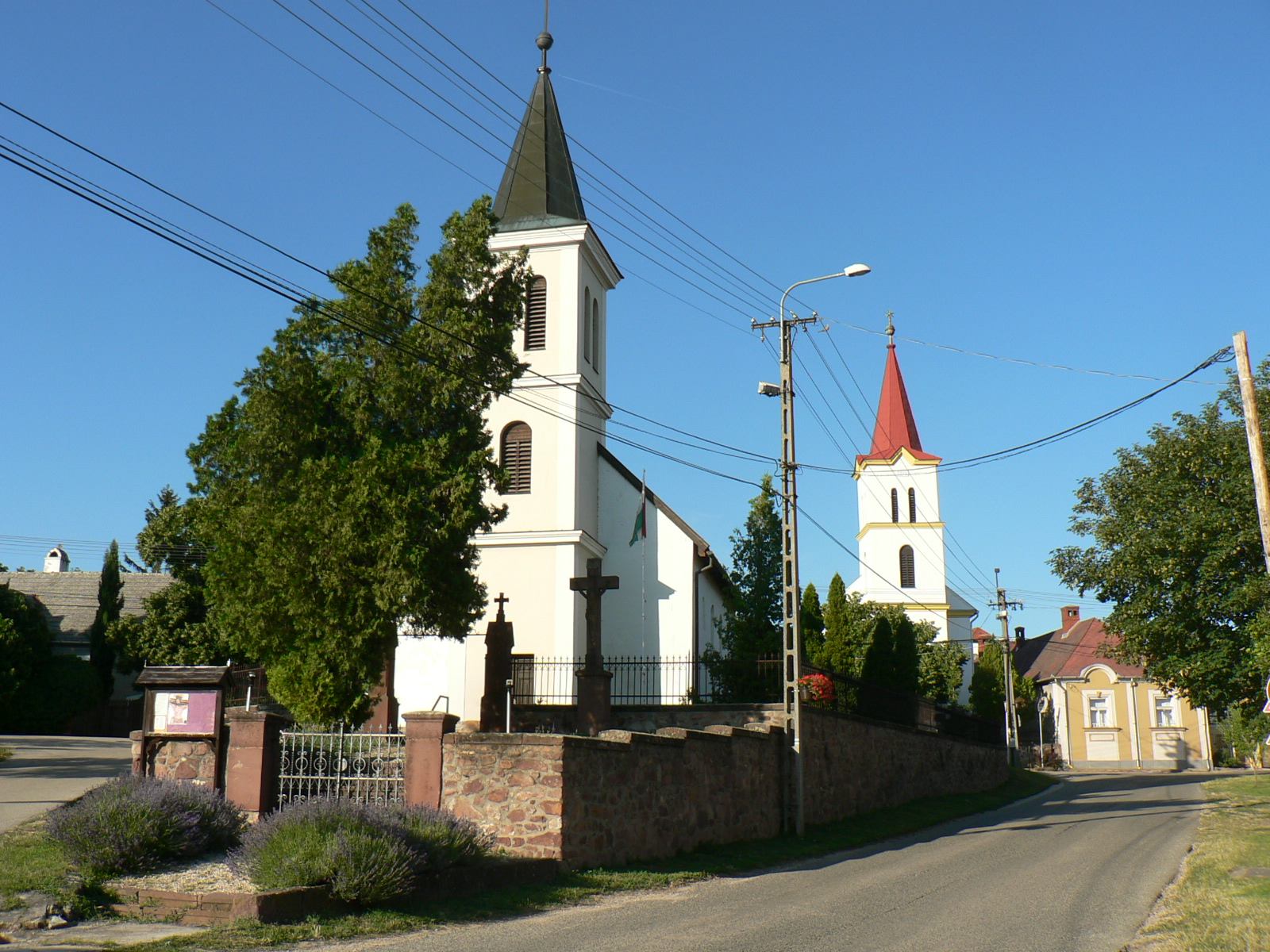
Zentrum mit beiden Kirchen
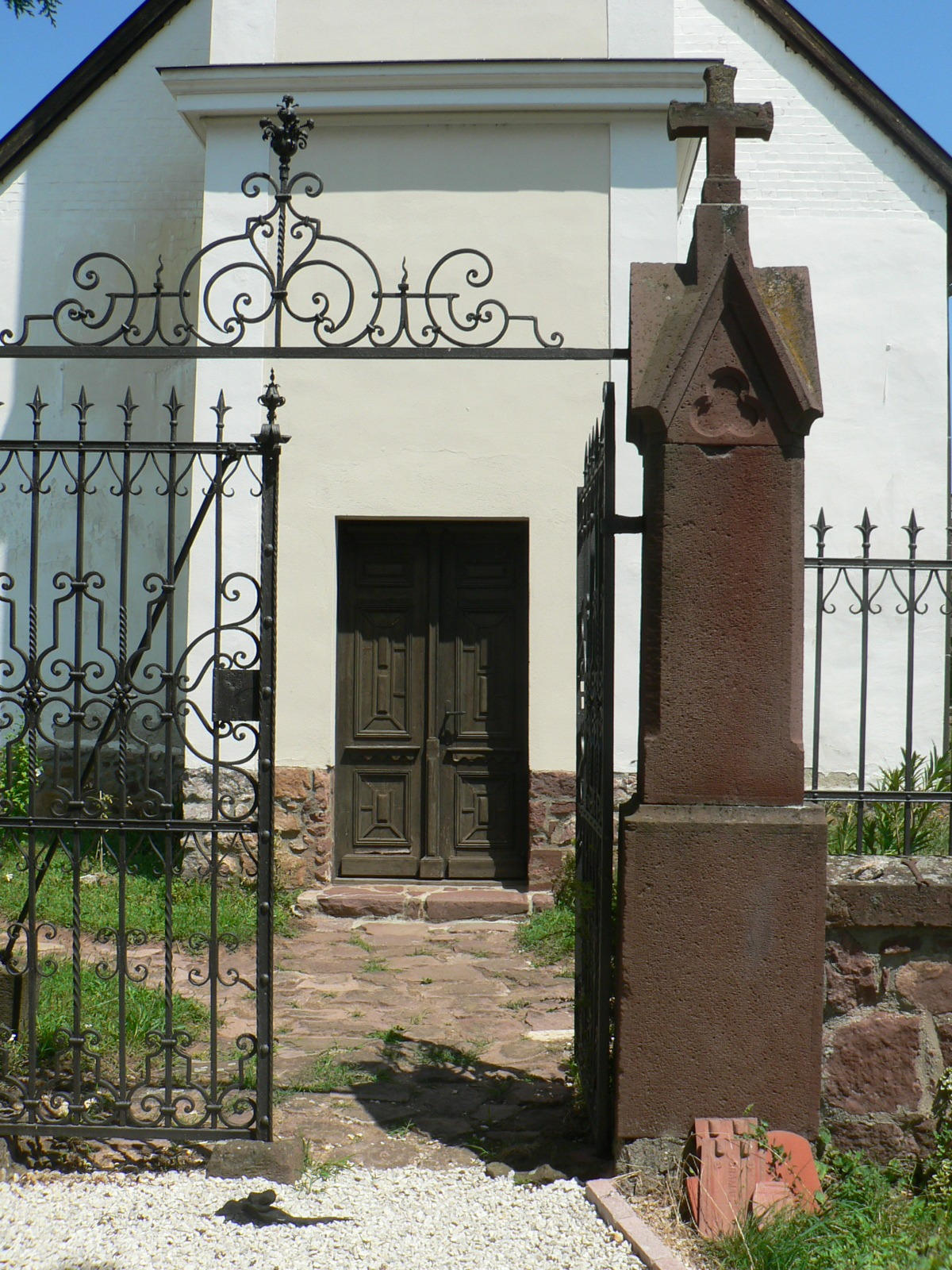
Eingang der röm-kath. Kirche
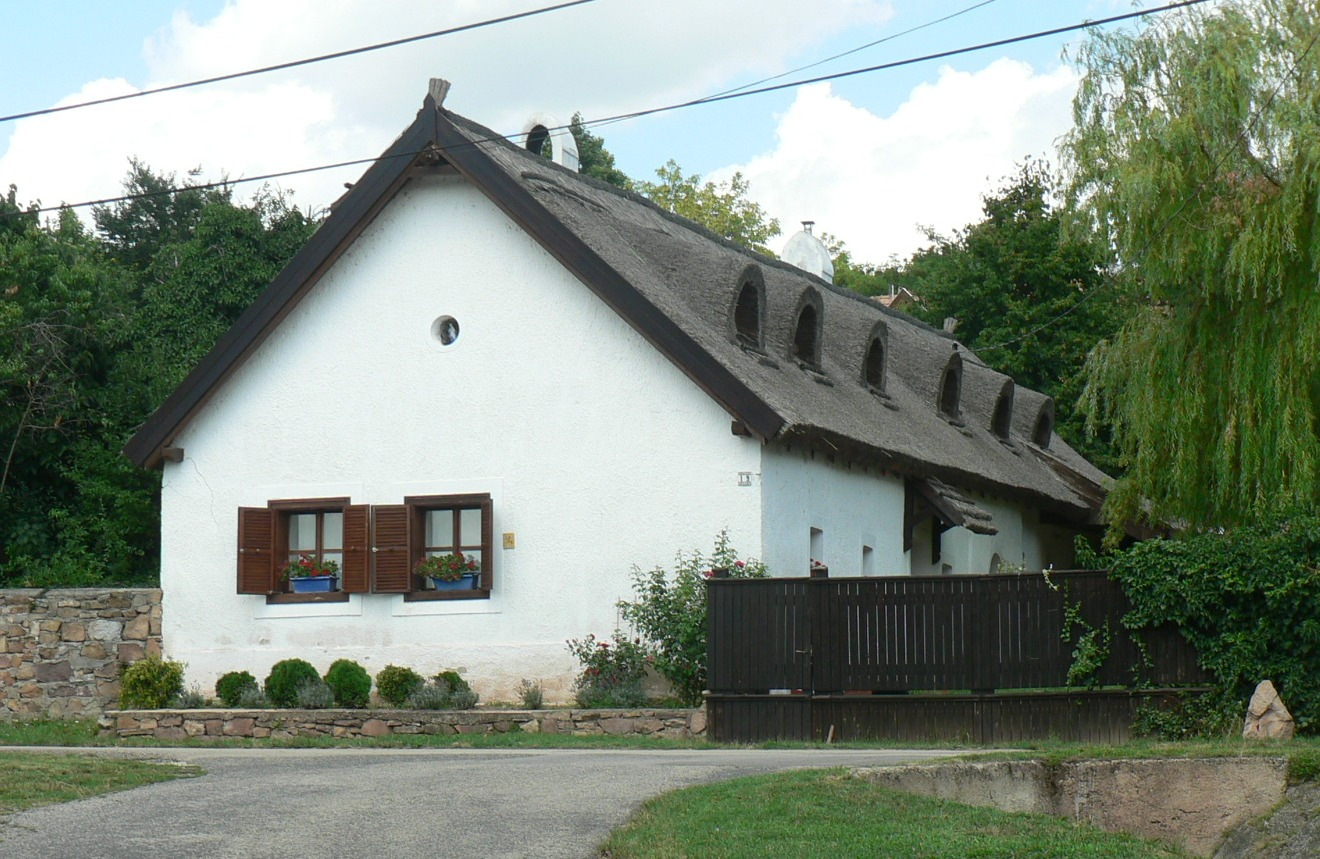
Traditionelles Bauernhaus
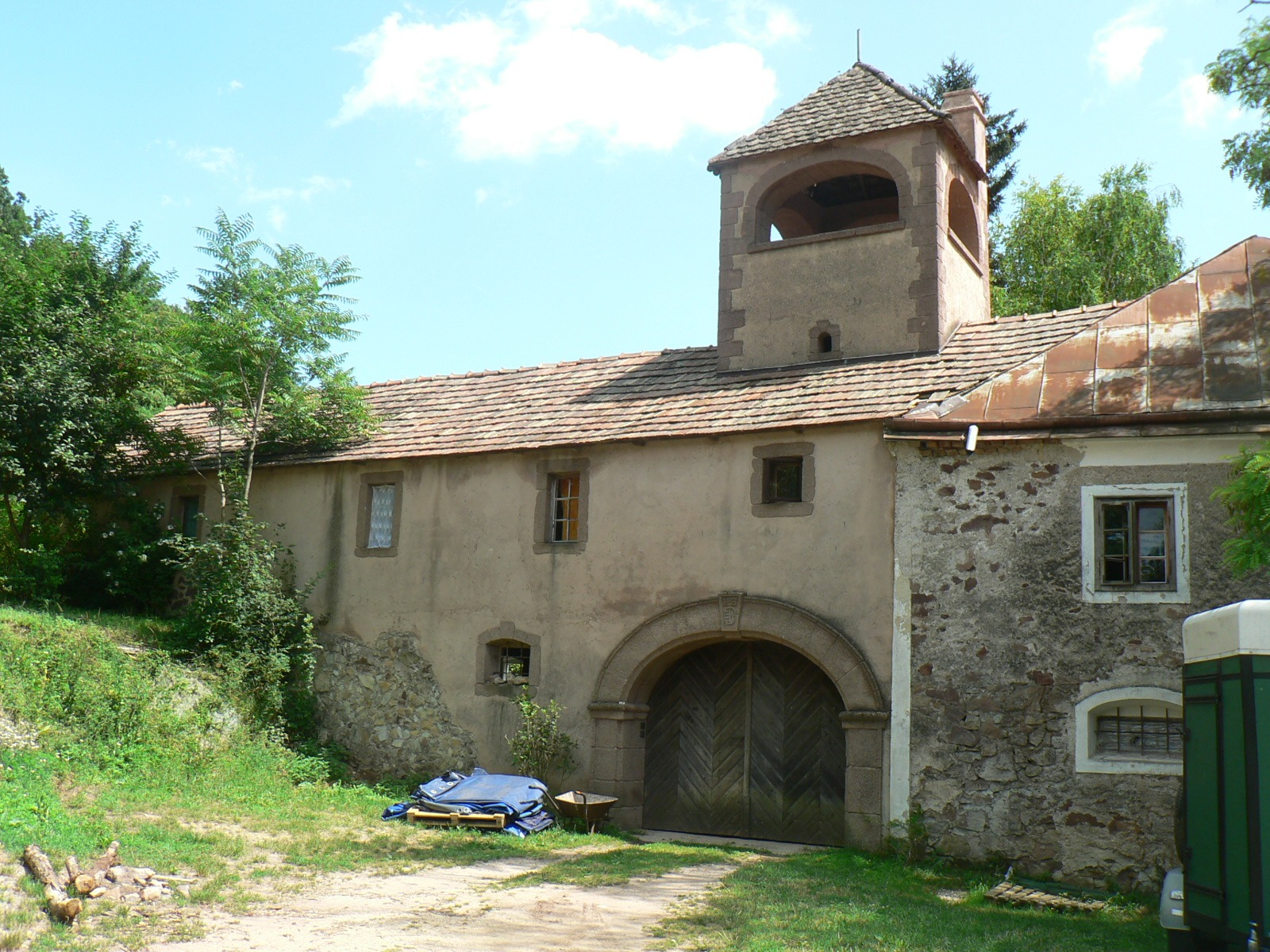
Alte Wassermühle
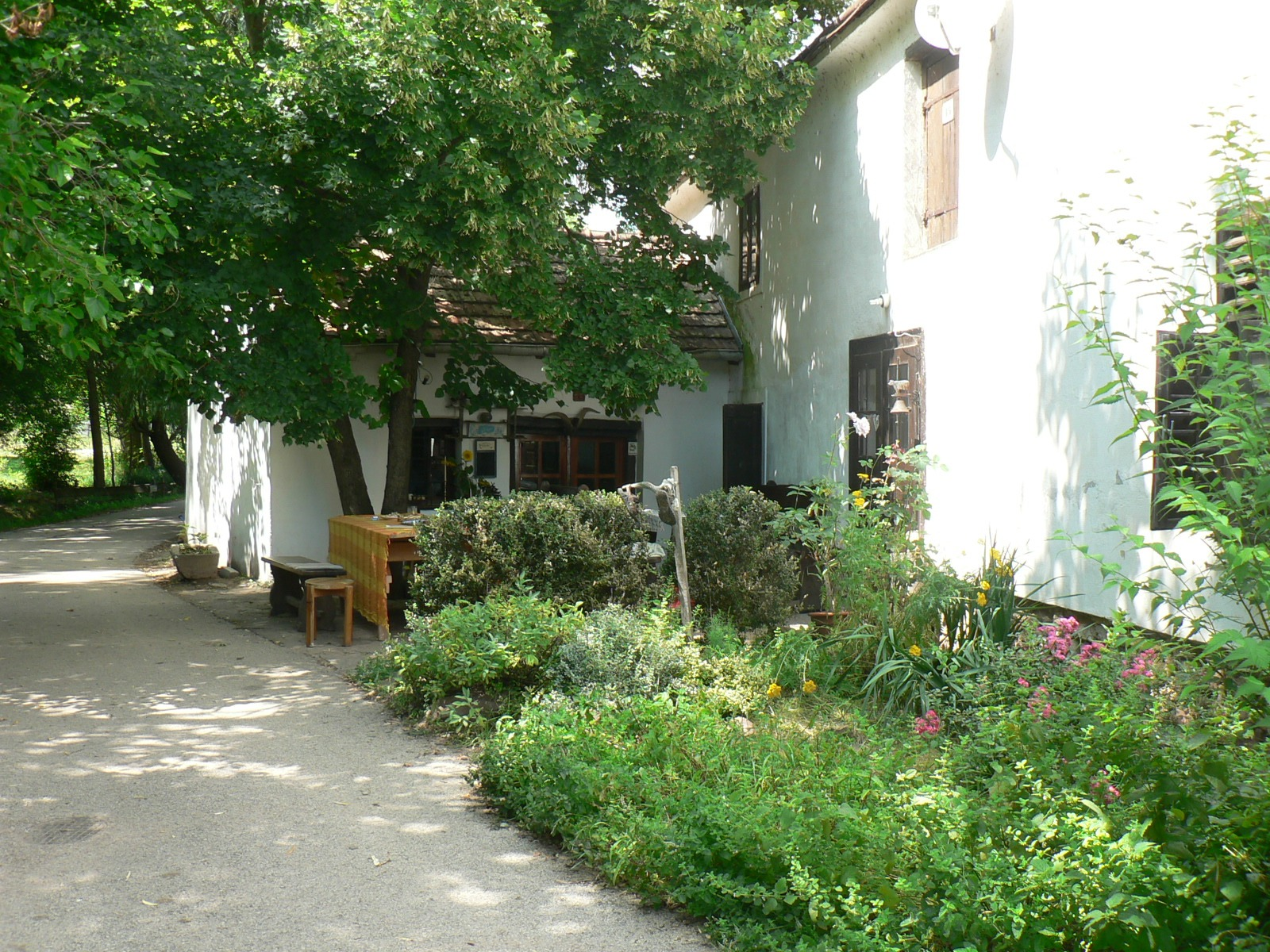
Garten der Wassermühle
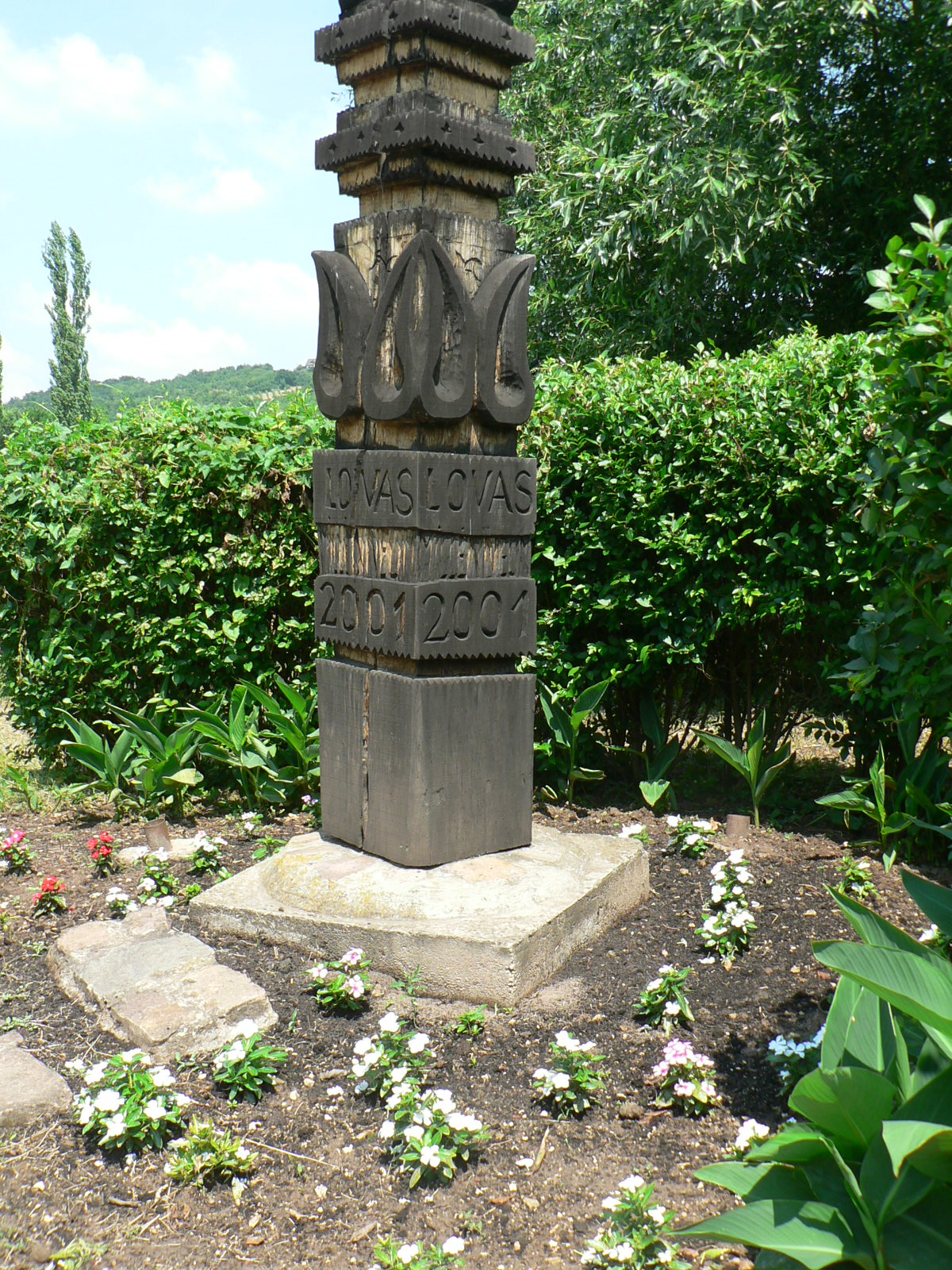
Kopjafa in der Nähe des Lovasi-Séd